# Гонгчен
Монастырь Гонгчен (тиб. སྡེ་དགེ་དགོན་ཆེན) — монастырь школы Сакья в тибетском буддизме. Монастырь расположен в городе Деге в Гардзе-Тибетском автономном округе в провинции Сычуань в Китае. Называется также монастырь Деге.

## История
Монастырь Гонгчен основал Тангтонг Гьялпо (1385—1464), буддийский учёный, йог, врач, инженер, а также специалист по нахождению скрытых драгоценностей (терма), основатель тибетского стиля оперы Аче Лхамо, архитектор и строитель железных подвесных мостов в Гималаях.
В эпоху культурной революции монастырь был полностью уничтожен.
В 1980-е годы монастырь стали восстанавливать, в первую очередь — внутренние сокровищницы, посвящённые Падмасамбхава и Будде Сакьямуни, а также Будде Будущего Майтрее.
Основной монастырь — внушительный храмовый комплекс, который также называют «Великий монастырь». Дизайн монастыря — внушительное сочетание белых и темно-красных цветов, типичный для школы Сакья.
К монастырю относится также малый храм Тангьел Лхакханг по пути вниз с холма, и типография буддийских книг в центре города, занимающая отдельный монастырь Паркханг .

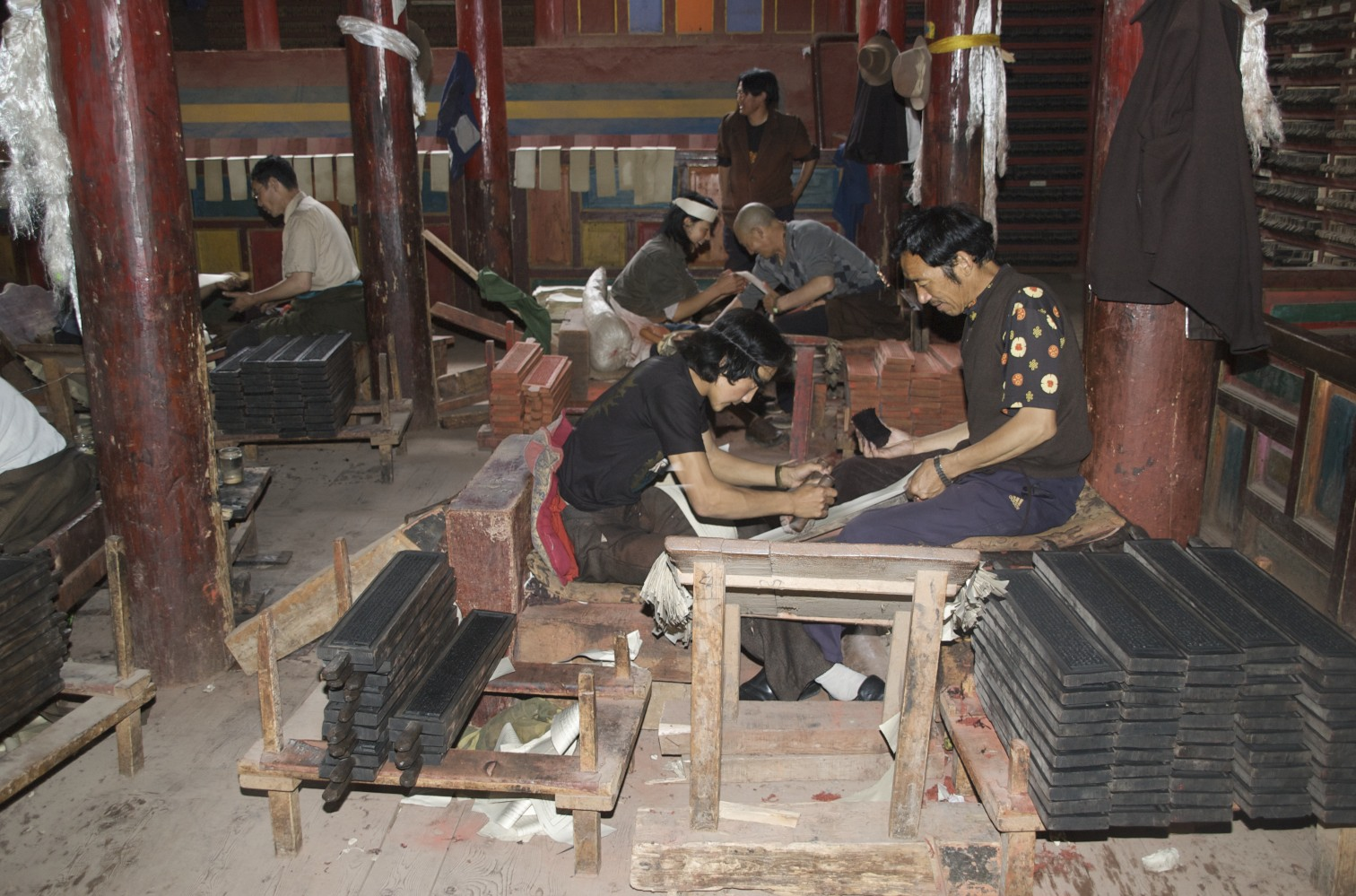
Буддийская типография в Деге

Паркханг построен в 1729 году, здесь печатались также сочинения буддийских канонов Ганджур и Данджур

## Современные события
27 января 2009 буддийские монахи организовали акцию протеста, которая была подавлена полицией с применением огнестрельного оружия. Монахи были арестованы. 31 января монахов отпустили, но 30 монахов получили серьёзные ранения и увечья.